# اولانگ
اولانگ (به ایتالیایی: Valdaora) یک کومونه در ایتالیا است که در تیرول جنوبی واقع شده‌است. اولانگ ۴۹٫۰ کیلومتر مربع مساحت و ۳٫۱۳۲ نفر جمعیت دارد.